# Нуклид
Нуклид (на латински: „nucleus“ – „ядро“) в химията и ядрената физика се определя като ядрото на даден атом, зададено посредством броя на съдържащите се в него протони и неутрони. Аналогично, нуклидът може да се дефинира посредством атомния номер и масовото число на елемента.